# Enis Kancelir
Enis Kancelir  (Pula,08.10.1971.- Rovinj, listopad 2020.), hrvatski gospodarstvenik i športski djelatnik.
Osnovnu i srednju školu, smjer grafički tehničar, završava u Rovinju.
Nakon studija na Grafičkom fakultetu Sveučilišta u Zagrebu 1996., uspješno završava poslijediplomski studij na američkom sveučilištu RIT – Rochester Institute of Technology i stječe diplomu magistra u području ambalaže i pakiranja. 
Njegov prvi posao bio je u Adris Grupi 1996., kada počinje raditi u Istragrafici d.d. Rovinj, vodećem proizvođaču kartonske komercijalne ambalaže u hrvatskoj i okruženju. i 2003. godine postaje direktor tvrtke.
Bio je predsjednik Zajednice ambalažera pri HGK, član Gospodarskog vijeća Istarske županijske komore pri HGK, član Instituta za ambalažu i tiskarstvo hrvatske IAT, član ECMA – European Carton Makers Associationsa kao i SMA foruma i predsjednik Vaterpolskog kluba Delfin Rovinj. 
Bio je povremeni gost predavač na Grafičkom fakultetu Sveučilišta u Zagrebu, gdje je bio i doktorant.
Profesionalna karijera i poslovni rezultati ostvareni kroz nekoliko uzastopnih mandata u funkciji predsjednika Uprave tvrtke – u kojem razdoblju je Istragrafika prošla cjeloviti organizacijski, operativni i vlasnički reinženjering poslovanja i stalno kotirala kao vodeći domaći proizvođač kartonske komercijalne ambalaže, a posljednjih godina i značajan izvoznik usluga iz svojeg programa – razlog su da je stručni žiri i Upravni odbor HUM-CROMA g.Enisu Kanceliru 2017. dodijelio nagradu Menadžer godine u konkurenciji srednje velikih poduzetnika i strukovno priznanje za osobni doprinos hrvatskom gospodarstvu u području grafičke industrije.
31. kolovoza 2013. na izbornoj skupštini VK Delfin Rovinj-Rovigno izabran za predsjednika kluba, a 8. rujna 2017.g. Skupština kluba mu povjerava drugi mandat. 
Iako nije došao iz svijeta plivanja i vaterpola, ostat će u trajnom sjećanju po vedrini koju je isijavao, a energijom koju je ulagao u vođenju kluba i doprinosom realizaciji dugogodišnje želje kluba da se u Gradu Rovinju-Rovigno napokon izgradi zimski bazen, ostavit će duboki trag u povijesti kluba. 
Pored sportskih uspjeha kluba, pridonio je realizaciji mnogih projekta koji su klub još više povezali sa zajednicom. Kruna njegovog angažmana u vaterpolskom klubu Delfin bila je rad na realizaciji Monografije povodom 70. obljetnice osnutka i postojanja kluba VK i PK Delfin Rovinj – Rovigno, prezentirane krajem 2019.g.

## Vanjske poveznice
- Monografija: V.K.Delfin 1949.-2019.